# Daniele Comoglio
Daniele Comoglio (Gattinara, 9 agosto 1969) è un sassofonista italiano.
Ha accompagnato dal vivo e suonato in studio per diversi artisti italiani, sia in ambito jazz che rock, ed è insegnante presso il conservatorio "Giuseppe Verdi" di Milano.

## Carriera
Daniele Comoglio ha iniziato a studiare il sassofono all'età di 12 anni, conseguendo nel 1990 il diploma con il massimo dei voti, lode e menzione presso il conservatorio Conservatorio Gioachino Rossini di Pesaro, sotto la guida del maestro Federico Mondelci.
All'attività di insegnante ha affiancato quella di session man in studio, con varie prestazioni dal vivo, collaborando con i più svariati artisti: Renato Zero, Jovanotti, Raf, Fabio Concato, Elio e le Storie Tese, Dirotta su Cuba, Hamish Stuart, Quartiere Latino, Paolo Costa, Federico Stragà, Billy Preston con i Novecento, Demo Morselli, Daniele Silvestri, Antonello Aguzzi, Adriano Celentano, Luca Jurman, Giorgio Cocilovo, Carmelo Isgrò, Alberto Tafuri, Foffo Bianchi, Sandro De Bellis, Toni Arco, Orchestra Filarmonica del Teatro alla Scala di Milano, Orchestra Sinfonica della RAI di Torino, Enzo Jannacci, 
come solista con l'Orchestra Internazionale al Festival Mondiale del sassofono tenutosi nel 1992 a Pesaro. Fa parte anche del supergruppo Biba Band.
Nel 2008 è stato in tour con Elio e le Storie Tese.

## Discografia
- 1993 – Esco dal mio corpo e ho molta paura – Elio e le Storie Tese
- 1993 – Ritmo vivente muscolare della vita – Carlo Fava
- 1994 – King Kong Paoli – Gino Paoli
- 1994 – L'imperfetto – Renato Zero
- 1995 – Sulle tracce dell'imperfetto – Renato Zero
- 1996 – Eat the Phikis – Elio e le Storie Tese
- 1998 – Amore dopo amore – Renato Zero
- 1998 – The Great Naco Orchestra – The Great Naco Orchestra
- 1999 – Craccracriccrecr – Elio e le Storie Tese
- 1999 – Per sempre Ivan – Ivan Graziani
- 2002 – Quasi quasi – Colonna Sonora
- 2003 – Cicciput – Elio e le Storie Tese
- 2003 – Notte delle Chitarre – Custodie Cautelari
- 2005 – Biba Band Live – Biba Band
- 2006 – Dolci frutti tropicali – Pacifico
- 2009 – Gattini – Elio e le Storie Tese
- 2011 – Puro spirito – Renato Zero
- 2013 – L'album biango – Elio e le Storie Tese